# Olympisches Fußballturnier 1980/Gruppe A
| Pl. | Land        | Sp. | S | U | N | Tore    | Diff. | Punkte |
| --- | ----------- | --- | - | - | - | ------- | ----- | ------ |
| 1.  | Sowjetunion | 3   | 3 | 0 | 0 | 015:100 | +14   | 06:0   |
| 2.  | Kuba        | 3   | 2 | 0 | 1 | 003:900 | −6    | 04:20  |
| 3.  | Venezuela   | 3   | 1 | 0 | 2 | 003:700 | −4    | 02:40  |
| 4.  | Sambia      | 3   | 0 | 0 | 3 | 002:600 | −4    | 0:60   |

Gruppe A im olympischen Fußballturnier 1980:

## Sowjetunion – Venezuela 4:0 (3:0)
| Sowjetunion                                                         | Sowjetunion | Venezuela | Venezuela |
| ------------------------------------------------------------------- | --- | --- | --------- |
| Sowjetunion                                                         | \| 1. Gruppenspieltag \| \| Sonntag, 20. Juli 1980 um 17:00 Uhr (MEZ) in Moskau (Lenin Stadion) \| \| Zuschauer: 80.000 \| \| Schiedsrichter: Franz Wöhrer ( Österreich) \| | \| 1. Gruppenspieltag \| \| Sonntag, 20. Juli 1980 um 17:00 Uhr (MEZ) in Moskau (Lenin Stadion) \| \| Zuschauer: 80.000 \| \| Schiedsrichter: Franz Wöhrer ( Österreich) \|                                                                                  | Venezuela |
| Sowjetunion                                                         | Rinat Dassajew – Aleksandre Tschiwadse – Tengis Sulakwelidse, Wagis Chidijatullin, Oleg Romanzew – Fjodor Tscherenkow (63. Alexander Prokopenko), Wolodymyr Bessonow, Juri Gawrilow (37. Choren Howhannisjan), Sergei Schawlo – Sergei Andrejew, Waleri Gassajew Cheftrainer: Konstantin Beskow | Eustorgio Sánchez – Ordan Aguirre, Juan José Vidal, Pedro Acosta, Emilio Campos – Asdrubal Sánchez , Robert Elie, Luigi Mauro Cichero (56. Nelson Carrero), Bernardo Añor – Rodolfo Carvajal, Alexis Peña (66. Angel Castillo) Cheftrainer: Manuel Plasencia | Venezuela |
| Sowjetunion                                                         | 1:0 Andrejew (3.) 2:0 Tscherenkow (25.) 3:0 Gawrilow (34.) 4:0 Howhannisjan (51.) | | Venezuela |
| 1. Gruppenspieltag                                                  | | |           |
| Sonntag, 20. Juli 1980 um 17:00 Uhr (MEZ) in Moskau (Lenin Stadion) | | |           |
| Zuschauer: 80.000                                                   | | |           |
| Schiedsrichter: Franz Wöhrer ( Österreich)                          | | |           |

## Sambia – Kuba 0:1 (0:0)
| Sambia                                                                 | Sambia | Kuba | Kuba |
| ---------------------------------------------------------------------- | --- | --- | ---- |
| Sambia                                                                 | \| 1. Gruppenspieltag \| \| Sonntag, 20. Juli 1980 um 17:00 Uhr (MEZ) in Leningrad (Kirow-Stadion) \| \| Zuschauer: 100.000 \| \| Schiedsrichter: Marjan Rauš ( Jugoslawien) \| \| Spielbericht \|                    | \| 1. Gruppenspieltag \| \| Sonntag, 20. Juli 1980 um 17:00 Uhr (MEZ) in Leningrad (Kirow-Stadion) \| \| Zuschauer: 100.000 \| \| Schiedsrichter: Marjan Rauš ( Jugoslawien) \| \| Spielbericht \|                                               | Kuba |
| Sambia                                                                 | Kenny Mwape – Milton Muke, Kaiser Kalambo , Michael Musonda (61. Moffat Sinkala), Kampela Katumba – Evans Katebe, Moses Simwala, Clement Banda – Alex Chola, Godfrey Chitalu, Pele Kaimana Cheftrainer: Dickson Chama | Fermín Madera – Carlos Loredo – Miguel López, Luis Dreké, Luis Sánchez – Dagoberto Lara, Regino Delgado, Roberto Pereira (80. Roberto Espinosa) – Jorge Massó, Andrés Roldán (90. Amado Povea), Ramón Núñez Cheftrainer: Tibor Ivanics ( Ungarn) | Kuba |
| Sambia                                                                 | 0:1 Roldán (58.) | | Kuba |
| Sambia                                                                 | Delgado (45.) | | Kuba |
| 1. Gruppenspieltag                                                     | | |      |
| Sonntag, 20. Juli 1980 um 17:00 Uhr (MEZ) in Leningrad (Kirow-Stadion) | | |      |
| Zuschauer: 100.000                                                     | | |      |
| Schiedsrichter: Marjan Rauš ( Jugoslawien)                             | | |      |
| Spielbericht                                                           | | |      |

## Sowjetunion – Sambia 3:1 (1:1)
| Sowjetunion                                                          | Sowjetunion | Sambia | Sambia |
| -------------------------------------------------------------------- | --- | --- | ------ |
| Sowjetunion                                                          | \| 2. Gruppenspieltag \| \| Dienstag, 22. Juli 1980 um 19:00 Uhr (MEZ) in Moskau (Lenin Stadion) \| \| Zuschauer: 80.000 \| \| Schiedsrichter: Marwan Arafat ( Syrien) \| \| Spielbericht \|                                                                                  | \| 2. Gruppenspieltag \| \| Dienstag, 22. Juli 1980 um 19:00 Uhr (MEZ) in Moskau (Lenin Stadion) \| \| Zuschauer: 80.000 \| \| Schiedsrichter: Marwan Arafat ( Syrien) \| \| Spielbericht \|    | Sambia |
| Sowjetunion                                                          | Rinat Dassajew – Aleksandre Tschiwadse – Tengis Sulakwelidse, Wagis Chidijatullin, Oleg Romanzew – Wolodymyr Bessonow, Serhij Baltatscha, Alexander Prokopenko – Rewas Tschelebadse (63. Fjodor Tscherenkow), Sergei Andrejew, Waleri Gassajew Cheftrainer: Konstantin Beskow | Kenny Mwape – Milton Muke, Kaiser Kalambo , Moffat Sinkala, Kampela Katumba – Evans Katebe, Moses Simwala, Clement Banda – Alex Chola, Godfrey Chitalu, Pele Kaimana Cheftrainer: Dickson Chama | Sambia |
| Sowjetunion                                                          | 1:0 Chidijatullin (9.) 2:1 Chidijatullin (51.) 3:1 Tscherenkow (87.) | 1:1 Chitalu (13.) | Sambia |
| Sowjetunion                                                          | Simwala (53.) | | Sambia |
| 2. Gruppenspieltag                                                   | | |        |
| Dienstag, 22. Juli 1980 um 19:00 Uhr (MEZ) in Moskau (Lenin Stadion) | | |        |
| Zuschauer: 80.000                                                    | | |        |
| Schiedsrichter: Marwan Arafat ( Syrien)                              | | |        |
| Spielbericht                                                         | | |        |

## Venezuela – Kuba 1:2 (0:0)
| Venezuela                                                               | Venezuela | Kuba | Kuba |
| ----------------------------------------------------------------------- | --- | --- | ---- |
| Venezuela                                                               | \| 2. Gruppenspieltag \| \| Dienstag, 22. Juli 1980 um 18:00 Uhr (MEZ) in Leningrad (Kirow-Stadion) \| \| Zuschauer: 70.000 \| \| Schiedsrichter: Emilio Carlos Guruceta Muro ( Spanien) \|                                                               | \| 2. Gruppenspieltag \| \| Dienstag, 22. Juli 1980 um 18:00 Uhr (MEZ) in Leningrad (Kirow-Stadion) \| \| Zuschauer: 70.000 \| \| Schiedsrichter: Emilio Carlos Guruceta Muro ( Spanien) \|                              | Kuba |
| Venezuela                                                               | Eustorgio Sánchez – Ordan Aguirre, Juan José Vidal, Pedro Acosta, Emilio Campos – Asdrubal Sánchez (54. Angel Castillo), Robert Elie, Nelson Carrero, Bernardo Añor (70. Pedro Febles) – Rodolfo Carvajal, Iker Zubizarreta Cheftrainer: Manuel Plasencia | Fermín Madera – Carlos Loredo – Miguel López, Luis Dreké, Luis Sánchez – Dagoberto Lara, Regino Delgado, Luis Hernández (81. Amado Povea) – Jorge Massó, Andrés Roldán, Ramón Núñez Cheftrainer: Tibor Ivanics ( Ungarn) | Kuba |
| Venezuela                                                               | 1:1 Zubizarreta (68.) | 0:1 Hernández (49.) 1:2 Núñez (71.) | Kuba |
| 2. Gruppenspieltag                                                      | | |      |
| Dienstag, 22. Juli 1980 um 18:00 Uhr (MEZ) in Leningrad (Kirow-Stadion) | | |      |
| Zuschauer: 70.000                                                       | | |      |
| Schiedsrichter: Emilio Carlos Guruceta Muro ( Spanien)                  | | |      |

## Sowjetunion – Kuba 8:0 (5:0)
| Sowjetunion                                                             | Sowjetunion | Kuba | Kuba |
| ----------------------------------------------------------------------- | --- | --- | ---- |
| Sowjetunion                                                             | \| 3. Gruppenspieltag \| \| Donnerstag, 24. Juli 1980 um 19:00 Uhr (MEZ) in Moskau (Dynamo-Stadion) \| \| Zuschauer: 52.000 \| \| Schiedsrichter: Robert Valentine ( Schottland) \| \| Spielbericht \|                                                                                 | \| 3. Gruppenspieltag \| \| Donnerstag, 24. Juli 1980 um 19:00 Uhr (MEZ) in Moskau (Dynamo-Stadion) \| \| Zuschauer: 52.000 \| \| Schiedsrichter: Robert Valentine ( Schottland) \| \| Spielbericht \|                                            | Kuba |
| Sowjetunion                                                             | Rinat Dassajew (64. Wolodymyr Pilhuj) – Aleksandre Tschiwadse – Tengis Sulakwelidse, Wagis Chidijatullin, Oleg Romanzew – Fjodor Tscherenkow, Wolodymyr Bessonow, Juri Gawrilow, Sergei Schawlo – Sergei Andrejew, Waleri Gassajew (46. Sergei Nikulin) Cheftrainer: Konstantin Beskow | Fermín Madera – Carlos Loredo – Amado Povea, Luis Dreké, Luis Sánchez – Dagoberto Lara, Roberto Espinosa, Luis Hernández – Jorge Massó (24. Miguel López (80. Raimundo Frometa)), Andrés Roldán, Ramón Núñez Cheftrainer: Tibor Ivanics ( Ungarn) | Kuba |
| Sowjetunion                                                             | 1:0 Andrejew (8.) 2:0 Romanzew (20.) 3:0 Andrejew (27.) 4:0 Schawlo (43.) 5:0 Andrejew (44.) 6:0 Tscherenkow (55.) 7:0 Gawrilow (75.) 8:0 Bessonow (77.) | | Kuba |
| Sowjetunion                                                             | Loredo (9.), Espinosa (11.), Núñez (63.) | | Kuba |
| 3. Gruppenspieltag                                                      | | |      |
| Donnerstag, 24. Juli 1980 um 19:00 Uhr (MEZ) in Moskau (Dynamo-Stadion) | | |      |
| Zuschauer: 52.000                                                       | | |      |
| Schiedsrichter: Robert Valentine ( Schottland)                          | | |      |
| Spielbericht                                                            | | |      |

## Venezuela – Sambia 2:1 (0:0)
| Venezuela                                                                 | Venezuela | Sambia | Sambia |
| ------------------------------------------------------------------------- | --- | --- | ------ |
| Venezuela                                                                 | \| 3. Gruppenspieltag \| \| Donnerstag, 24. Juli 1980 um 18:00 Uhr (MEZ) in Leningrad (Kirow-Stadion) \| \| Zuschauer: 80.000 \| \| Schiedsrichter: Jesus Paulino Siles Calderón ( Costa Rica) \|                                                          | \| 3. Gruppenspieltag \| \| Donnerstag, 24. Juli 1980 um 18:00 Uhr (MEZ) in Leningrad (Kirow-Stadion) \| \| Zuschauer: 80.000 \| \| Schiedsrichter: Jesus Paulino Siles Calderón ( Costa Rica) \|                            | Sambia |
| Venezuela                                                                 | Eustorgio Sánchez – Fernando Pereira (75. Ordan Aguirre), Robert Elie, Pedro Acosta, Emilio Campos – Asdrubal Sánchez , Nelson Carrero, Bernardo Añor – Rodolfo Carvajal, Iker Zubizarreta, Alexis Peña (64. Angel Castillo) Cheftrainer: Manuel Plasencia | Kenny Mwape – Milton Muke, Kaiser Kalambo , Moffat Sinkala, Kampela Katumba – Evans Katebe, Frederick Kashimoto (63. Stanley Tembo), Moses Simwala, Clement Banda – Godfrey Chitalu, Pele Kaimana Cheftrainer: Dickson Chama | Sambia |
| Venezuela                                                                 | 1:1 Zubizarreta (86.) 2:1 Elie (90., Strafstoß) | 0:1 Chitalu (73.) | Sambia |
| 3. Gruppenspieltag                                                        | | |        |
| Donnerstag, 24. Juli 1980 um 18:00 Uhr (MEZ) in Leningrad (Kirow-Stadion) | | |        |
| Zuschauer: 80.000                                                         | | |        |
| Schiedsrichter: Jesus Paulino Siles Calderón ( Costa Rica)                | | |        |